# Колер, Юрген
Ю́рген Ко́лер (нем. Jürgen Kohler; род. 6 октября 1965, Ламбсхайм, Рейн-Пфальц) — немецкий футболист, защитник. Его 20-летняя карьера прошла в большинстве своём на полях Германии. Единственным иностранным клубом в послужном списке Колера является туринский «Ювентус».

## Спортивная карьера
Вместе с «Ювентусом» Колер выиграл Кубок УЕФА сезона 1992/1993 и скудетто 1995. Будучи игроком «Баварии», он также завоевывал титул чемпиона своей страны (1990), однако подлинный успех и признание пришли к Юргену Колеру во время его игры за дортмундскую «Боруссию». В промежутке между вторым (1996) и третьим (2002) званием чемпиона Германии Колер становится обладателем высшего трофея клубного футбола — Лиги чемпионов, причём в финале был повержен бывший клуб игрока «Ювентус».
На уровне сборных Юрген Колер добился не менее выдающихся результатов: в его коллекции наград — золотые медали чемпионата мира и чемпионата Европы. На чемпионате мира 1990 года в Италии ошибка Колера в конце основного времени полуфинала против Англии, после которой Гари Линекер сравнял счёт, едва не стоила немцам места в финале, однако ФРГ всё же победила в серии пенальти.
После завершения карьеры Колер тренировал молодёжную сборную Германии (до 21 года), вслед за чем занимал пост спортивного директора клуба «Байер 04» (31 марта 2003 — 29 июня 2004). Впоследствии тренировал «Дуйсбург».

## Достижения

### Командные
Боруссия Дортмунд
- Победитель Лиги чемпионов УЕФА: 1997
- Победитель Межконтинентального кубка по футболу: 1997
- Чемпион Германии по футболу: 1996, 2002
- Победитель Суперкубка Германии по футболу: 1995, 1996

Бавария Мюнхен
- Чемпион Германии по футболу: 1990
- Победитель Суперкубка Германии по футболу: 1990

Ювентус
- Чемпион Италии по футболу: 1995
- Победитель Кубка Италии по футболу: 1995
- Победитель Кубка УЕФА: 1993

Сборная Германии
- Чемпион мира по футболу: 1990
- Чемпион Европы по футболу: 1996, 1992 (серебро)

### Личные
- Футболист года в Германии: 1997
- Вошёл в символическую сборную Чемпионата Европы 1992
- Входит в команду сезона Бундеслиги (6): 1986/87, 1987/88, 1988/89, 1990/91, 1998/99, 2000/01